# Tempo de Amar
Tempo de Amar é uma telenovela brasileira produzida e exibida pela TV Globo de 26 de setembro de 2017 a 19 de março de 2018 em 148 capítulos, com o último capítulo reexibido em 20 de março de 2018. Substituindo Novo Mundo e sendo substituída por Orgulho e Paixão, foi a 90ª “novela das seis” exibida pela emissora. 
Baseada na sinopse de Rubem Fonseca, foi escrita por Alcides Nogueira, com coautoria de Bia Corrêa do Lago e com a colaboração de Tarcísio Lara Puiati e Bíbi Da Pieve. A direção foi de Teresa Lampreia, Felipe Louzada, Diego Müller e Seani Soares, sob a direção geral de Adriano Melo e direção artística de Jayme Monjardim.
Contou com as atuações de Vitória Strada, Bruno Ferrari, Bruno Cabrerizo, Andreia Horta, Tony Ramos, Marisa Orth, Letícia Sabatella e Regina Duarte nos papeis centrais.

## Enredo
A história inicia em Morros Verdes, cidade fictícia de Portugal, e conta a história de Maria Vitória (Vitória Strada) e Inácio (Bruno Cabrerizo). Maria Vitória ficou órfã de mãe muito cedo e foi criada pelo pai, José Augusto (Tony Ramos). Durante a procissão religiosa da Semana Santa, conhece Inácio, um rapaz simples, que mora no vilarejo vizinho, e vive de trabalhos temporários. Eles começam a namorar, mas o casal se separa após Inácio conseguir emprego no Rio de Janeiro. Ele parte após ser aceito no Empório São Mateus, cujo dono é Geraldo (Jackson Antunes). No Rio de Janeiro, há uma fadista, Celeste Hermínia (Marisa Orth), que terá seu amor disputado pelo deputado Teodoro (Henri Castelli) e pelo conselheiro Francisco Alcino (Werner Schünemann), que tem uma mulher moribunda há 18 anos, e vive um dilema entre os cuidados de Odete (Karine Teles), e a paixão por Celeste. Há, ainda, o cabaré Maison Dorée, da francesa Madame Lucerne (Regina Duarte), que é constantemente visitado por Bernardo (Nelson Freitas), que é casado com Alzira (Deborah Evelyn), uma mulher um pouco preconceituosa e que tem inveja de Celeste porque, diferentemente dela, ela recebe atenção de Conselheiro e Teodoro. Há ainda Celina (Barbara França), que inicialmente é apaixonada por Vicente (Bruno Ferrari), mas acaba vivendo um romance bem humorado com Artur (Guilherme Leicam).

## Elenco
| Intérprete                | Personagem                                       |
| ------------------------- | ------------------------------------------------ |
| Vitória Strada            | Maria Vitória Torres Correia Guedes              |
| Bruno Cabrerizo           | Inácio Ramos                                     |
| Bruno Ferrari             | Vicente Gomes da Rocha                           |
| Andreia Horta             | Lucinda Macedo                                   |
| Jayme Matarazzo           | Fernão Coelho de Abreu Moniz                     |
| Henri Castelli            | Teodoro de Magalhães                             |
| Marisa Orth               | Celeste Hermínia / Mafalda Torres Correia Guedes |
| Tony Ramos                | José Augusto Correia Guedes                      |
| Letícia Sabatella         | Delfina Leitão                                   |
| Olívia Torres             | Tereza Leitão Correia Guedes                     |
| Deborah Evelyn            | Alzira Torres da Fontoura                        |
| Nelson Freitas            | Bernardo da Fontoura                             |
| Cássio Gabus Mendes       | Dr. Reinaldo Macedo                              |
| Lucy Alves                | Eunice da Cunha                                  |
| Françoise Forton          | Emília Macedo                                    |
| Mayana Moura              | Carolina Delamare de Sobral                      |
| Nívea Maria               | Henriqueta Ramos                                 |
| Regina Duarte             | Madame Lucerne / Catarina do Espírito Santo      |
| Barbara França            | Celina Torres da Fontoura                        |
| Guilherme Leicam          | Artur Ferreira de Sá                             |
| Marcello Melo Jr.         | Edgar Herman                                     |
| Sabrina Petraglia         | Olímpia Gomes da Rocha                           |
| Maria Eduarda de Carvalho | Mademoiselle Gilberte Conchita Verdoux           |
| Guilherme Prates          | Giuseppe Molinari                                |
| Jessika Alves             | Helena Pacheco (Lena)                            |
| Ricardo Vianna            | Tomaso Molinari                                  |
| Giulia Gayoso             | Natália Pacheco (Naná)                           |
| Amanda de Godoi           | Felícia Pacheco (Lícia / Bijou)                  |
| Werner Schünemann         | Conselheiro Francisco Alcino                     |
| Karine Teles              | Odete Costa Alcino                               |
| Jackson Antunes           | Geraldo Carvalho                                 |
| Olívia Araújo             | Ana Filomena Borges (Nicota)                     |
| Yasmin Gomlevsky          | Irmã Isabel Assunção                             |
| Lívian Aragão             | Angélica Ramos                                   |
| Maicon Rodrigues          | Percival dos Anjos (Pepito)                      |
| Valquíria Ribeiro         | Balbina dos Anjos                                |
| Vera Gimenez              | Luísa Moreiras                                   |
| Ana Carbatti              | Isolina de Jesus                                 |
| José Augusto Branco       | Padre João                                       |
| Eli Ferreira              | Martiniana (Tiana)                               |
| Jorge de Sá               | Justino                                          |
| Gustavo Piaskoski         | Lucas Moreiras                                   |
| Cristiano Garcia          | Gregório de Sant'Anna                            |
| Beatriz Campos            | Leonor                                           |
| Ricardo Pavão             | Vasco Sampaio                                    |
| Joelson Medeiros          | Firmino de Oliveira                              |
| Fátima Montenegro         | Elvira de Oliveira                               |
| Marcel Octavio            | Otávio                                           |
| Gustavo Arthiddoro        | Raimundo Freitas                                 |

### Participações especiais
| Intérprete                 | Personagem                              |
| -------------------------- | --------------------------------------- |
| Júlia Almeida              | Eva Dantas                              |
| Malu Mader                 | Ester Delamare, Baronesa de Sobral      |
| Othon Bastos               | Signore Rossi                           |
| Bete Mendes                | Irmã Maria Imaculada                    |
| Odilon Wagner              | Dr. Álvaro Moniz                        |
| Mário Gomes                | Eleutério Ferreira de Sá                |
| Miriam Freeland            | Gilka Machado                           |
| Roberto Pirillo            | Dr. Lutero Padilha                      |
| Malu Valle                 | Irmã Margarida                          |
| Inez Viana                 | Guiomar Coelho de Abreu Moniz           |
| Roberto Frota              | José Figueira (Figueirinha)             |
| Analu Prestes              | Hermengarda Sampaio                     |
| Giselle Prattes            | Josefina Vieira                         |
| Erik Marmo                 | Martim Vieira                           |
| Rosi Campos                | Dona Urânia (cartomante)                |
| Bel Kowarick               | Dalva Macedo                            |
| Mônica Carvalho            | Ismênia                                 |
| Juan Alba                  | Imediato Antero                         |
| Luiz Guilherme             | Palamedes Junqueira                     |
| Glauce Graieb              | Madame Lenah                            |
| Luca de Castro             | Deputado Olindo Freitas                 |
| Antônia Frering            | Madame Aspásia                          |
| Augusto Garcia             | José Augusto (jovem)                    |
| Elisa Brites               | Celeste Hermínia/Mafalda Torres (jovem) |
| Débora Ozório              | Alzira Torres (jovem)                   |
| Alessandra Lia             | Jane                                    |
| Simon Petracchi            | Dr.Tortorella                           |
| Martha Meola               | Dona Lurdes                             |
| Márcio Erlisch             | Dr. Osório                              |
| Gláucio Gomes              | Vianna                                  |
| Antônio Sabóia             | Matias Cardoso                          |
| Paulo Vespúcio             | Padre Orlando                           |
| Raffaele Casuccio          | Fraçois                                 |
| Rodrigo Candelot           | Alves Melo                              |
| Fabiana Sil                | Helenice                                |
| Gabriel Muglia             | Maurício                                |
| Gabriel Montenegro         | Uala                                    |
| Ramón Cabrer               | Emidio                                  |
| Rose Moraes                | Dona Marinéia                           |
| Max Lima                   | Murilo                                  |
| Samuel Toledo              | Nicola                                  |
| Geni Fraga                 | Hortência                               |
| Vander Rabelo              | Ernesto                                 |
| Vinícius Moreno            | Carrapeta                               |
| Vinicios Ross              | Jenipapo                                |
| Cássio Pandolfh            | Sebastião Pinto da Conceição            |
| Luiz Bittencourt           | Sandoval                                |
| Júlio Levy                 | Sr. Macário Leme                        |
| Paulo Verlings             | Umberto                                 |
| Ricardo Martins            | Salvador                                |
| Thalita Xavier             | Lulú                                    |
| Marco Marcondes            | Delegado Olavo Pimenta                  |
| Maria Otávia Cordazzo      | Aline                                   |
| Lionel Fischer             | Dr. Falcão                              |
| Paola Rodrigues            | Esmeralda                               |
| Anja Bittencourt           | Beata Izilda                            |
| Elisa Lucinda              | Januária Herman                         |
| Jaime Leibovitch           | Hans Herman                             |
| Ana Paula Botelho          | Freira                                  |
| Zé Victor Castiel          | Sr. Quintela                            |
| Edu de Moraes              | Homero                                  |
| Aldino Brito               | Agenor                                  |
| Giulliana Monte            | Alberttine                              |
| Luan Frank                 | Jean                                    |
| Paulo Carvalho             | Lourival                                |
| Claudia Matarazzo          | Pepita de Oro                           |
| Guilherme Aparecido Norato | Martim                                  |

## Produção
Em novembro de 2015, o romancista Rubem Fonseca e sua filha Bia Corrêa do Lago entregaram para a TV Globo uma sinopse intitulada Amor e Morte, inspirada na história de sua família, sobre a qual tinham a intenção que algum autor produzisse uma telenovela ou minissérie. Em março de 2016, foi anunciado que a sinopse se tornaria uma telenovela e Alcides Nogueira foi escalado para escrever a história ao lado de Bia. Em março de 2017 o nome da trama foi alterado para Tempo de Amar. A sinopse original previa uma abordagem entre os anos de 1886 e 1888, época em que ocorreu o movimento abolicionista, onde personalidades históricas como Joaquim Nabuco e José do Patrocínio teriam contato com os personagens, porém, para não confundir com a trama anterior, Novo Mundo, o período histórico foi deslocado para a década de 1920.

### Escolha do elenco
Marina Ruy Barbosa foi a primeira convidada para interpretar a protagonista Maria Vitória, porém a atriz preferiu aceitar o convite para protagonizar a "novela das nove" O Sétimo Guardião – que acabou sendo adiada devido a um processo judicial contra o autor Aguinaldo Silva. Bruna Marquezine foi convidada na sequência, porém a atriz recusou por não ter gostado do perfil da personagem. Na mesma época, no entanto, Marina e Bruna aceitaram o convite para a "novela das sete" Deus Salve o Rei. Fernanda Vasconcellos, Tainá Müller, Laura Neiva, Marina Moschen e Sophia Abrahão realizaram os testes para o papel, porém as duas primeiras foram tidas como muito velhas para a personagem – que teria em torno de dezoito anos – e as demais foram consideradas muito inexperientes para o posto de protagonista. Giovanna Lancellotti chegou a ser anunciada na imprensa para o posto, porém a atriz negou que tivesse sido convidada. A direção então decidiu buscar no teatro e em cursos de artes cênicas uma atriz iniciante, mas com boa capacitação de atuação, para lançarem como revelação, escolhendo Vitória Strada.
Para o posto de protagonista masculino a direção optou pelo ator Bruno Cabrerizo, que havia tido destaque nas telenovelas portuguesas A Única Mulher e Ouro Verde, porém ainda não havia estreado em uma produção no Brasil. Lucélia Santos foi convidada para interpretar a personagem Emília, com a intenção de marcar o retorno da atriz as novelas desde sua última produção, Cidadão Brasileiro na RecordTV, porém recusou e o papel ficou com Françoise Forton. Marcos Pitombo fez os testes para interpretar Giuseppe, mas foi reprovado, sendo que o papel ficou para Guilherme Prates. Ricardo Vianna, Amanda de Godoi, Barbara França e Giulia Gayoso foram escalados para o elenco após a boa repercussão de seus personagens em Malhação: Pro Dia Nascer Feliz. Aline Dias, que também participou da temporada, chegou a ser confirmada como Tiana, porém foi substituída por Eli Ferreira quando a atriz descobriu estar grávida. Débora Nascimento e Cris Vianna foram cogitadas para interpretar a empregada Balbina, porém a primeira foi escalada para um longa-metragem argentino, enquanto a segunda estava comprometida com outros projetos, e o papel ficou para Valquíria Ribeiro. Erik Marmo fez uma participação na telenovela, marcando seu retorno ao gênero desde Gabriela, em 2012, quando se mudou para os Estados Unidos para se tornar apresentador da Globo Internacional. Rafael Portugal foi convidado para a novela, porém recusou. Tempo de Amar foi o último trabalho da atriz Regina Duarte, que teve seu contrato encerrado com a emissora quando aceitou o cargo de Secretária da Cultura no governo Jair Bolsonaro, em 2020.

## Exibição

### Adiamentos
Originalmente, Tempo de Amar entraria no ar no início de 2017, sucedendo Sol Nascente, porém em março de 2016 a trama trocou de posição com Novo Mundo, que viria após a novela de Alcides e Bia e acabou adiantada. Um mês depois, em abril, a trama foi adiada novamente para o fim de 2018, dando espaço para Os Dias Eram Assim e Espelho da Vida antes. Em 2017 Os Dias Eram Assim foi transferida para o horário das 23h como "supersérie" pela história ser considerada pela direção como muito pesada para o horário das "novelas das seis" e Espelho da Vida teve a sinopse reprovada, tendo que ser reescrita pela autora, fato que fez com que Tempo de Amar fosse adiantada e voltasse a ser a substituta de Novo Mundo, sendo fixada para estrear.

### Vinheta de abertura
A abertura retrata os casais clássicos da literatura e da história do Brasil: Romeu e Julieta, Zumbi e Dandara, Adão e Eva, Lampião e Maria Bonita, Cleópatra e Marco Antônio e Helena e Páris. A canção é Amar pelos Dois do português Salvador Sobral.

### Exibição internacional
Em Portugal, Tempo de Amar estreou em 13 de novembro de 2017, pela Globo em Portugal. Cerca de dois anos depois, foi escalada pela SIC para substituir a segunda produção de Golpe de Sorte e para substituir também mais tarde Totalmente Demais, estreando em 15 de fevereiro de 2021.

## Música
Em 20 de setembro de 2017, a gravadora Som Livre promoveu o lançamento de três faixas da trilha sonora de Tempo de Amar. Foram lançadas "Faltavam Seus Olhos", de Zizi Possi, "Do Amor Impossível", de Nana Caymmi e "Céu e Mar", uma canção de fado gravada por Marisa Orth. A faixa de Orth é um dos quatro fados que a mesma gravou para a trilha da telenovela, sendo o primeiro lançamento uma colaboração com o produtor musical Nani Palmeira. A música de abertura "Amar pelos dois" é interpretada pelo cantor português Salvador Sobral, que venceu o Festival Eurovisão da Canção 2017 interpretando essa mesma música.

### Volume 1
A trilha sonora de Tempo de Amar Vol.1 foi lançada no mesmo dia em que a telenovela entrou no ar, em 22 de março de 2017. Estampam a capa Bruno Cabrerizo e Vitória Strada como Inácio e Vitória.
Lista de faixas
| N.º            | Título                    | Artista                     | Duração |  |
| 1.             | "Amar Pelos Dois"         | Salvador Sobral             | 3:04    |  |
| 2.             | "Tempo De Amar"           | Milton Nascimento           | 2:54    |  |
| 3.             | "Do Amor Impossível"      | Nana Caymmi                 | 4:27    |  |
| 4.             | "Fado"                    | Maria Bethânia              | 2:25    |  |
| 5.             | "Falando De Amor"         | Carminho e Chico Buarque    | 3:33    |  |
| 6.             | "Com Mais Ninguém"        | Djavan                      | 3:38    |  |
| 7.             | "Caminho De Pedra"        | Caetano Veloso              | 5:51    |  |
| 8.             | "Cruel"                   | Nina Fernandes              | 3:39    |  |
| 9.             | "Nosso Nó(s)"             | Sandy                       | 4:01    |  |
| 10.            | "Simples Assim"           | Ivete Sangalo               | 3:49    |  |
| 11.            | "O Que A Gente Faz Agora" | Marina Elali                | 3:34    |  |
| 12.            | "Vida É Arte"             | Jorge Vercillo              | 5:58    |  |
| 13.            | "Siciliana"               | Alexandre Guerra            | 4:03    |  |
| 14.            | "Céu E Mar"               | Marisa Orth e Nani Palmeira | 4:02    |  |
| Duração total: | Duração total:            | Duração total:              | 1:04:15 |  |

### Volume 2
A trilha sonora de Tempo de Amar Vol. 2 foi lançada no dia 12 de janeiro de 2018. O disco contém fonogramas de Zizi Possi, Paula Fernandes, Dani Black, entre outros Estampam a capa Tony Ramos e Marisa Orth como José Augusto e Celeste Hermínia.
| N.º | Título                         | Artista                                    | Duração |  |
| 1.  | "Thou Swell"                   | Taryn Szpilman, Nani Palmeira e Iuri Cunha | 2:19    |  |
| 2.  | "Cicatriz"                     | Paula Fernandes                            | 4:04    |  |
| 3.  | "O Que Dizer de Você"          | OutroEu                                    | 3:12    |  |
| 4.  | "Mês de Maio"                  | Almir Sater                                | 3:43    |  |
| 5.  | "Fado da Despedida"            | Marisa Orth e Iuri Cunha                   | 2:33    |  |
| 6.  | "Meu Coração Está Amando"      | Gustavo Mioto                              | 3:07    |  |
| 7.  | "A Outra Metade"               | Chico Pessoa                               | 3:41    |  |
| 8.  | "A Vida é Cheia Dessas Coisas" | Dani Black                                 | 3:47    |  |
| 9.  | "Sei de um Rio"                | Camané                                     | 4:10    |  |
| 10. | "Faltavam Seus Olhos"          | Zizi Possi                                 | 3:33    |  |
| 11. | "Beati Omnes"                  | Marcus Viana e Lulia Dib                   | 4:55    |  |
| 12. | "Um Dia de Sol"                | Papas da Língua                            | 4:20    |  |
| 13. | "After You'Ve Gone"            | Salvador Sobral                            | 1:55    |  |

### Instrumental
A trilha sonora instrumental da novela possui um álbum oficial, com músicas compostas por Nani Palmeira e Iuri Cunha e um álbum complementar, composto por Alexandre Guerra, chamado "Serenata".
Lista de faixas
1. O Rio Antigamente – Nani Palmeira
2. A Saudade e Silêncio – Nani Palmeira
3. Bandolim Romântico – Nani Palmeira
4. Aldeia Portuguesa – Nani Palmeira
5. Saudades de Vitória – Nani Palmeira
6. Sorriso Encantador – Nani Palmeira
7. Lembranças Dolorosas – Nani Palmeira
8. Desolado – Nani Palmeira
9. Sad Cello – Nani Palmeira
10. Frio E Calculista – Nani Palmeira
11. Muy Hermosa – Nani Palmeira
12. Esperando Te Encontrar – Nani Palmeira
13. Promessas de Amor – Nani Palmeira
14. Conflitos – Nani Palmeira
15. Angelus – Nani Palmeira
16. Canção Sem Palavras – Nani Palmeira
17. Valsa Lá No Sol – Iuri Cunha
18. Lua Negra – Iuri Cunha
19. Soletuo – Iuri Cunha
20. Perverso Amigo – Iuri Cunha
21. Dom Pochaka – Iuri Cunha

### Serenata: Instrumental
Lista de faixas
1. Amor Simples
2. Nem O Tempo Desfaz
3. Ponte Para A Solidão
4. O Rio e Seus Tons
5. O Tempo Em Movimento
6. Siciliana
7. Despertar
8. Serenata Sem Luar
9. Janela Para A Manhã
10. Por Caminhos Distantes
11. O Tempo E O Mar
12. Onde Quer Que Esteja
13. Imensidão Branca
14. Adágio Amoroso

### Outras canções
Tempo de Amar ainda conta com a seguinte canção:
- "Cataflor" - Tiago Iorc (tema de Lucinda e Fernão)

## Exibição
O capítulo de 14 de fevereiro de 2018 não foi exibido devido à transmissão da partida entre Real Madrid e Paris Saint-Germain pela UEFA Champions League.

## Repercussão

### Audiência
Em sua estreia no dia 26 de setembro, a novela registrou 26,5 pontos na Grande São Paulo e 28 pontos no Rio de Janeiro segundo dados prévios do IBOPE. Já seu segundo capítulo exibido em 27 de setembro a novela cravou 23,4 pontos, Já seu terceiro capítulo exibido em 28 de setembro a novela cravou 26,8 pontos.
No dia 28 de outubro, a novela atingiu 16,2 pontos.
No último capítulo, exibido em 19 de março registrou 26,7 pontos, sendo essa a maior audiência de toda a novela desde 26 de fevereiro onde marcou 27,1 pontos. Terminou com a média geral de 22,6 pontos, mantendo os bons números na faixa das 18 horas.

### Crítica
O observatório da Televisão deu uma opinião positiva dizendo que "A boa audiência e repercussão de Tempo de Amar, que teve a dura missão de substituir a ótima Novo Mundo, mostra que há, sim, público para novelas de moldes mais clássicos. E também mostrou que é possível imprimir novidades no folhetim clássico, sem perder sua essência. Tempo de Amar foi, antes de tudo, uma história de amor. Com um desfecho que dialogou com a modernidade"

### Prêmios e indicações
| Ano  | Prêmio                    | Categoria                | Indicação       | Resultado | Ref.    |
| ---- | ------------------------- | ------------------------ | --------------- | --------- | ------- |
| 2017 | Melhores do Ano           | Melhor Atriz Revelação   | Vitória Strada  | Indicado  | [ 106 ] |
| 2017 | Prêmio Extra de Televisão | Melhor Novela            | Tempo de Amar   | Indicado  | [ 107 ] |
| 2017 | Prêmio Extra de Televisão | Melhor Ator              | Bruno Ferrari   | Indicado  | [ 107 ] |
| 2017 | Prêmio Extra de Televisão | Melhor Atriz Coadjuvante | Marisa Orth     | Indicado  | [ 107 ] |
| 2017 | Prêmio Extra de Televisão | Melhor Ator Coadjuvante  | Tony Ramos      | Indicado  | [ 107 ] |
| 2017 | Prêmio Extra de Televisão | Revelação Feminina       | Vitória Strada  | Indicado  | [ 107 ] |
| 2017 | Prêmio Contigo! Online    | Melhor Atriz Revelação   | Vitória Strada  | Indicado  | [ 108 ] |
| 2017 | Prêmio Contigo! Online    | Melhor Ator Revelação    | Bruno Cabrerizo | Indicado  | [ 108 ] |
| 2018 | Troféu APCA               | Melhor Diretor           | Jayme Monjardim | Indicado  | [ 109 ] |